# Rönnhället (vid Estlotan, Sibbo)
Rönnhället är en ö i Finland. Den ligger i Finska viken och i kommunen Sibbo i landskapet Nyland, i den södra delen av landet. Ön ligger omkring 15 kilometer öster om Helsingfors.
Öns area är 2 hektar och dess största längd är 260 meter i sydöst-nordvästlig riktning.